# Eu, eu, eu... și ceilalți
Eu, eu, eu... și ceilalți (titlul original: în italiană Io, io, io... e gli altri) este un film de comedie italian, realizat în 1966 de regizorul Alessandro Blasetti, protagoniști fiind actorii Gina Lollobrigida, Silvana Mangano, Walter Chiari și Vittorio De Sica. 

## Rezumat
Paolo este un jurnalist celebru și respectat care a decis să scrie o investigație pe tema egoismului omului față de semenii săi. În timpul scrierii textului, bărbatul înțelege că nici el nu este scutit de vinovăție și munca lui riscă să devină un fel de mărturisire personală despre trecutul său, împingându-l să dezvăluie tot, cu toate consecințele cazului.

## Distribuție
- Gina Lollobrigida – Titta
- Silvana Mangano – Silvia
- Walter Chiari – Sandro
- Vittorio De Sica – Commendator Trepossi
- Nino Manfredi – „Millevache”
- Marcello Mastroianni – Peppino Marassi
- Caterina Boratto – Luigia
- Vittorio Caprioli – deputatul
- Mario Valdemarin – chelnerul
- Elisa Cegani – guvernanta
- Andrea Checchi – bărbatul care se roagă
- Umberto D'Orsi – călătorul
- Graziella Granata – băiatul din tren
- Marisa Merlini – doamna la telefon
- Paolo Panelli – fotoreporterul
- Mario Pisu – învingătorul Capranica
- Luisa Rivelli – doamna care dansa
- Grazia Maria Spina – nepotul lui Peppino
- Carlo Sposito – barmanul
- Ettore Geri – bărbatul din biserică
- Saro Urzì – bărbatul care se roagă
- Sandro Dori – jurnalistul
- Mario Scaccia – jurnalistul
- Franca Valeri – secretara
- Sylva Koscina – diva
- Marina Malfatti – călătoarea din tren
- Leena Von Martens – călătoarea din tren
- Salvo Randone – călătorul din tren
- Carlo Croccolo – călătorul din tren
- Rika Dialina – modelul

## Premii și nominalizări
- 1966 David di Donatello
  - Cel mai bun regizor

## Aprecieri
„ Antologic film „cu sertare”, al cărui scenariu comportă aproximativ 200 de roluri. Și pentru fiecare, independent de întindere, o adevărată performanță de actor și regie. Blasetti are însă, veleități mai înalte: el vrea filozofie! Încă din generic el o spune spiritual, dar cu toată seriozitatea, că la baza războaielor și precarității morale a lumii moderne stau blestematele de egoisme. Ca element „pozitiv” filmul expune un exemplar uman generos până la uitare de sine, dar personajul e ridicol. Mastroianni care, cu geniul său a simțit-o, i-a dat în sicriu o mască mortuară... malițioasă! Ceea ce e de prețuit în film este vulgarizarea, în sensul bun al cuvântului, a experimentelor avangardei italiene: investigarea universului interior, intersectarea realului cu fantasmele, accentul polemic – toate acestea sunt preluate și oferite publicului comercial. Fellini a fost „stația pilot” – Blasetti i-a multiplicat ideile industrial... ”—T. Caranfil , Dicționar universal de filme 